# Ocean's Eleven (film, 2001)
Pour les articles homonymes, voir Ocean's Eleven et L'Inconnu de Las Vegas.
Série Ocean's
Ocean's Twelve
(2004)
Pour plus de détails, voir Fiche technique et Distribution.
Ocean's Eleven, ou L'Inconnu de Las Vegas au Québec, est un film américain réalisé par Steven Soderbergh, sorti en 2001. Il s'agit d'un remake de L'Inconnu de Las Vegas (Ocean's Eleven) de Lewis Milestone sorti en 1960, dans lequel joue notamment Frank Sinatra.
La distribution d'ensemble du film est composée de George Clooney, Brad Pitt, Matt Damon, Bernie Mac, Don Cheadle, Andy García, Julia Roberts, Elliott Gould et Carl Reiner.
Le film suit Daniel « Danny » Ocean,  qui fraîchement sorti de prison, monte une équipe composée de onze voleurs (d'où le titre Ocean's Eleven - les « 11 de Ocean ») afin de cambrioler le coffre-fort d'un casino de Las Vegas.
Acclamé par la critique et grand succès commercial, avec plus de 450 millions de dollars américains au box-office mondial,  Ocean's Eleven est le premier de la trilogie Ocean. Ses deux suites, Ocean's Twelve (2004) et Ocean's Thirteen (2007), dans lesquelles les acteurs reprennent leurs rôles respectifs, sont également réalisées par Soderbergh. Un spin-off, intitulé Ocean's 8 et réalisé par Gary Ross, sort en 2018.

## Synopsis
À sa sortie de prison dans le New Jersey, Daniel « Danny » Ocean s'apprête à monter un coup qui semble impossible à réaliser : cambrioler la réserve d'argent des trois plus gros casinos de Las Vegas : le Bellagio, le Mirage et le MGM Grand Las Vegas, qui sont la propriété de Terry Benedict, aussi influent qu'impitoyable. Violant sa liberté conditionnelle, il se rend en Californie où il prend contact avec son vieux complice, Rusty Ryan, maître dans l'art du bluff, qui enseigne la manière de bluffer aux cartes à des acteurs de séries télévisées, pour lui proposer le casse.
Pour ce faire, Danny compose une équipe de dix malfrats maîtres dans leur spécialité. Hormis Ryan, figurent Linus Caldwell, le pickpocket le plus agile qui soit ; Basher Tarr, un expert en explosifs ; Reuben Tishkoff, rival de Benedict qui connaît les systèmes de sécurité des casinos sur le bout des doigts et est la « banque » des comparses ; Livingston Dell, sorcier en informatique ; les frères Virgil et Turk Malloy, capables de revêtir plusieurs identités et pilotes hors pair ; Frank Catton chargé « d'infiltrer » le casino ; Saul Bloom, un vieux routier qui se fait passer pour un riche client afin de récupérer des informations et Yen, véritable contorsionniste et acrobate. Parce que les trois casinos sont tenus d'avoir assez d'argent pour couvrir tous les paris de leurs clients, Ocean et son équipe prévoient que, la nuit prochaine d'un match de boxe très attendu, le coffre du Bellagio contiendra plus de 160 millions de dollars.
Alors que l'équipe fait les repérages pour leur coup et mettent au point un plan pour passer inaperçu, ses membres découvrent que Tess, l'ex-femme d'Ocean, est la femme de Benedict, qui ayant découvert la présence d'Ocean à Vegas, le fait persona non grata à son casino. Le soir du combat, le plan est mis en mouvement. Livingston Dell a piraté le système de caméra peu avant se faisant passer pour un réparateur.
Yen s'introduit facilement dans la salle des coffres, caché dans une malle métallique censée contenir de l'argent mais subtilement échangée par les jumeaux Malloy déguisés en serveur et mise au coffre par la sécurité. Néanmoins il ne pourra pas sortir de la salle et ne dispose que de trente minutes d'oxygène. Danny se présente au Bellagio pour être vu par Benedict, qui, comme prédit, l'enferme dans une salle avec Bruiser, un videur. Cependant, Bruiser s'avère être un complice de Danny, et lui permet d'accéder au système de ventilation et de rejoindre l'entrée du coffre-fort, par la cage d'ascenseur. Linus Caldwell y est aussi, s'étant fait passer pour un représentant de la commission des jeux pour accéder aux parties sécurisées du bâtiment, puis ayant également utilisé la ventilation. Une coupure de courant provoquée dans un timing parfait par Basher Tarr leur permet de franchir les sécurités laser, neutraliser deux gardes, et de faire sauter la porte du coffre-fort. Ils retrouvent Yen qui a préparé les valises sans toucher le sol, piégé. Rusty appelle alors Benedict et lui dit que trois de ses hommes sont dans le coffre et que s'il ne leur donne pas la moitié de l'argent et le fait sortir pour eux ils feront tout exploser (« ou vous perdez 80 millions en privé, ou vous en perdrez 160 en public »). Benedict voit une séquence vidéo confirmant la présence d'intrus dans la salle des coffres. Benedict se conforme à ses exigences : ses gardes du corps prennent des sacs de sport mis dans l'ascenseur et les chargent dans une fourgonnette d'attente conduite par télécommande. Les sbires de Benedict suivent la camionnette, alors qu'il appelle une équipe du SWAT pour faire arrêter les cambrioleurs restés dans le coffre. L'arrivée du SWAT provoque une fusillade qui déclenche les explosifs et détruit l'argent restant. Mais inexplicablement, les trois cambrioleurs ont disparu. Après avoir confirmé les lieux sécurisés, l'équipe du SWAT récupère son équipement et part. Alors que Benedict se rend au coffre pour constater les dégâts, ses hommes arrêtent la camionnette et découvrent que les sacs ne sont remplis que de prospectus pour des call-girls. Benedict étudie la séquence vidéo et reconnaît que le logo de Bellagio, qui a été ajouté récemment, ne figure pas sur le revêtement de sol du coffre : l'équipe de Danny avait créé un faux enregistrement diffusé par Livingston Dell pour tromper Benedict. Et c'est l'équipe du SWAT qui s'avérait composée de Ryan et quelques membres de l'équipe d'Ocean, qui ont simulé la fusillade et utilisé leurs sacs d'équipement pour prendre tout l'argent au nez et à la barbe de Benedict. Benedict va voir Danny, revenu du coffre-fort par la ventilation, et soi-disant enfermé dans la salle avec Bruiser pendant tout le vol, qui se dit innocent de tout crime.
Grâce à l'équipe d'Ocean, Tess regarde les caméras de sécurité où elle voit Danny proposer à Benedict d'abandonner Tess en échange de l'argent, qui accepte. Elle quitte l'hôtel, dégoûtée. Finalement, Benedict, qui après réflexion pense que Danny bluffe, se contente de le remettre à la police puisqu'il viole  sa liberté conditionnelle en étant à Las Vegas. Tess sort de l'hôtel juste à temps pour voir Danny arrêté. Il sera sans doute incarcéré pendant trois à six mois. Le reste de l'équipe se prélasse dans la victoire devant les fontaines du Bellagio, en suivant silencieusement leurs chemins séparés, un par un. Lorsque Danny est libéré après avoir purgé sa peine, il est rejoint par Rusty et Tess, et ils s'en vont, suivis de près par les gardes du corps de Benedict, dont ils ont facilement remarqué la présence.

## Fiche technique
Sauf indication contraire, les informations mentionnées dans cette section peuvent être confirmées par la base de données cinématographiques IMDb,  présente dans la section « Liens externes ».
- Titre : Ocean's Eleven
- Titre québécois : L'Inconnu de Las Vegas
- Réalisation : Steven Soderbergh
- Scénario : Ted Griffin, adaptation du scénario de L'Inconnu de Las Vegas de Harry Brown et Charles Lederer, d'après une histoire de George Clayton Johnson et Jack Golden Russell
- Musique : David Holmes
- Direction artistique : Keith P. Cunningham
- Décors : Philip Messina
- Costumes : Jeffrey Kurland
- Photographie : Steven Soderbergh (crédité sous le nom de Peter Andrews)
- Son : Larry Blake, Paul Ledford
- Montage : Stephen Mirrione
- Production : Jerry Weintraub
  - Coproduction : R.J. Louis
  - Production déléguée : Bruce Berman, Susan Ekins et John Hardy
- Sociétés de production[1] : Jerry Weintraub Productions, Section Eight, WV Films II et St. Petersburg Clearwater Film Commission
  - Avec la participation de Warner Bros.
  - En association avec Village Roadshow Pictures et NPV Entertainment
- Sociétés de distribution[1] : Warner Bros.
- Budget : 85 millions de $[2]
- Pays de production :  États-Unis
- Langues originales : anglais, italien et cantonais
- Format[3] : couleur (Technicolor) — 35 mm — 2,39:1 (CinemaScope) — son DTS / Dolby Digital / SDDS
- Genre : comédie, thriller, film de casse
- Durée : 116 minutes
- Dates de sortie[4] :
  - États-Unis, Canada : 7 décembre 2001
  - France : 6 février 2002 (sortie nationale) ; 9 septembre 2009 (Festival du cinéma américain de Deauville)
  - Belgique, Suisse romande[5] : 6 février 2002
- Classification[6] :
  - États-Unis : accord parental recommandé, film déconseillé aux moins de 13 ans (PG-13 - Parents Strongly Cautioned)[Note 1]
  - France : tous publics[7]

## Distribution

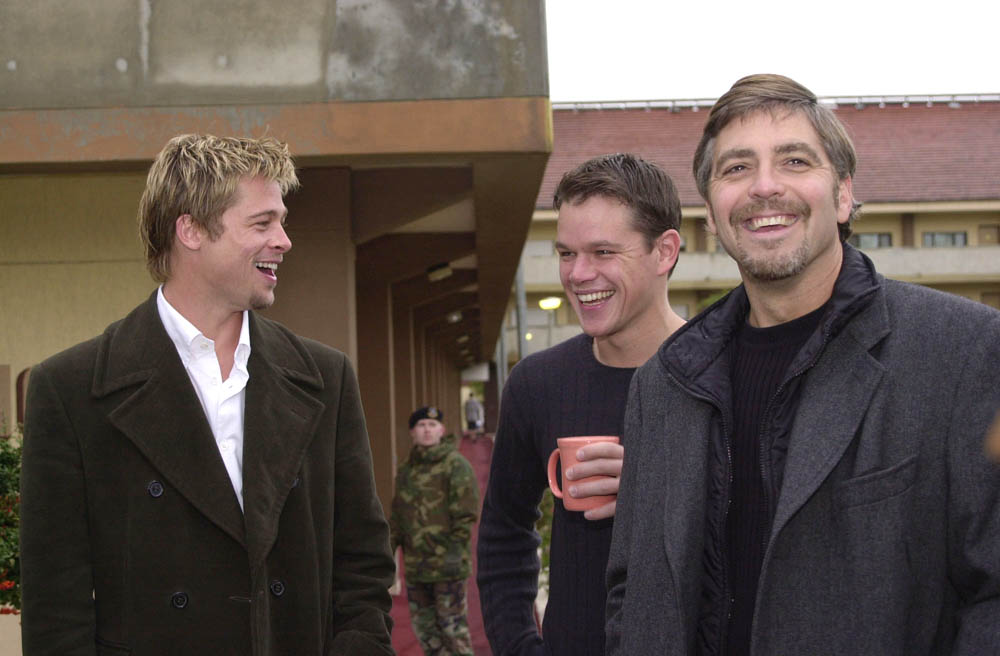
Les acteurs principaux Brad Pitt, Matt Damon et George Clooney en Turquie lors d'une visite de la base américaine.

- George Clooney (VF : Samuel Labarthe ; VQ : Daniel Picard) : Daniel « Danny » Ocean
- Brad Pitt (VF : Jean-Pierre Michaël ; VQ : Alain Zouvi) : Robert Charles « Rusty » Ryan
- Matt Damon (VF : Damien Boisseau ; VQ : Gilbert Lachance) : Linus Caldwell
- Julia Roberts (VF : Céline Monsarrat ; VQ : Claudie Verdant) : Tess Ocean
- Andy García (VF : Bernard Gabay ; VQ : Jean-Luc Montminy) : Terry Benedict
- Don Cheadle (VF : Lucien Jean-Baptiste ; VQ : François L'Écuyer) : Basher Tarr
- Bernie Mac (VF : Tola Koukoui ; VQ : Éric Gaudry) : Frank Catton
- Casey Affleck (VF : Carol Styczen ; VQ : Sébastien Reding) : Virgil Malloy
- Scott Caan (VF : Lionel Melet ; VQ : Louis-Philippe Dandenault) : Turk Malloy
- Eddie Jemison (VF : Philippe Siboulet ; VQ : Renaud Paradis) : Livingston Dell
- Shaobo Qin : Yen
- Carl Reiner (VF : Jacques Richard ; VQ : Hubert Fielden) : Saul Bloom
- Elliott Gould (VF : Bernard Tiphaine ; VQ : Benoît Marleau) : Reuben Tishkoff
- Scott L. Schwartz (VF : Gilles Morvan) : Bulldog « Bruiser »
- Michael Delano : (VF : Pierre Dourlens; VQ : Hubert Gagnon) : Frank Walsh
- Wladimir Klitschko : lui-même
- Lennox Lewis : lui-même
- Wayne Newton : lui-même
- Siegfried et Roy : eux-mêmes
- Joshua Jackson (VF : Boris Rehlinger ; VQ : Thiéry Dubé) : lui-même
- Barry Watson : lui-même
- Holly Marie Combs : elle-même
- Topher Grace (VF : Damien Ferrette) : lui-même
- Shane West (VQ : Joël Legendre) : lui-même
- Henry Silva : lui-même
- Angie Dickinson : elle-même
- Jerry Weintraub : un joueur du casino (caméo)
- Steven Soderbergh : un des braqueurs de banque avec Basher (caméo)
- David Leitch : un agent de sécurité / un homme avec un sac marqué X (non crédité)

- Version française
  - Studio de doublage : Rosebud
  - Direction artistique : Michel Derain
  - Adaptation : Philippe Videcoq

Sources et légende : version française (VF) sur Allodoublage et Voxofilm. Version québécoise (VQ) sur Doublage Québec

## Production

### Attribution des rôles
Dans son 11e film, Soderbergh retrouve trois acteurs avec lesquels il a travaillé auparavant : George Clooney (Hors d'atteinte), Julia Roberts (Erin Brockovich, seule contre tous) et Don Cheadle (Hors d'atteinte et Traffic). Bien que faisant partie des acteurs principaux, Cheadle n'est pas crédité au générique, en raison d'un désaccord à propos de son salaire.
Julia Roberts a reçu le script accompagné d'un billet de 20 dollars et d'une note écrite par George Clooney : « J'ai entendu que tu prenais 20 par film maintenant ». Il s'agit d'une blague en référence au salaire record de l'actrice pour  Erin Brockovich, seule contre tous (2000), également de Steven Soderbergh.
Le rôle de Terry Benedict est un temps associé à Bruce Willis qui quitte finalement le projet. Il fait finalement un caméo dans Ocean's Twelve. Mark Wahlberg et Ewan McGregor sont pressentis respectivement pour les rôles de Linus et Basher.
Alan Arkin devait tenir le rôle de Saul mais doit quitter le projet pour des raisons personnelles. Sydney Pollack et Dennis Franz sont envisagés pour incarner Reuben Tishkoff, alors que Warren Beatty, Michael Douglas et Ralph Fiennes le sont pour Terry Benedict.
Le rôle de Frank Catton est proposé à Danny Glover, qui décline l'offre pour tourner dans La Famille Tenenbaum. Les frères Luke et Owen Wilson refusent également les rôles de Virgil et Turk également pour jouer dans La Famille Tenenbaum. Les rôles seront également proposés aux cinéastes Joel et Ethan Coen, qui refuseront.

### Tournage
Le tournage a lieu du 11 février 2001 au 7 juin 2001. Il se déroule dans divers États américains, dont l'Illinois (Chicago), la Californie (Los Angeles, Santa Monica, Palm Springs, Warner Bros. Studios à Burbank, Universal Studios à Universal City, université de Californie à Irvine, Victorville), le New Jersey (Atlantic City, prison d'État de l'East Jersey à Rahway), la Floride (Infinite Horizon Studios et Universal Studios Florida à Orlando, St. Petersburg) ainsi que plusieurs lieux de Las Vegas dont le Strip et le casino Bellagio.

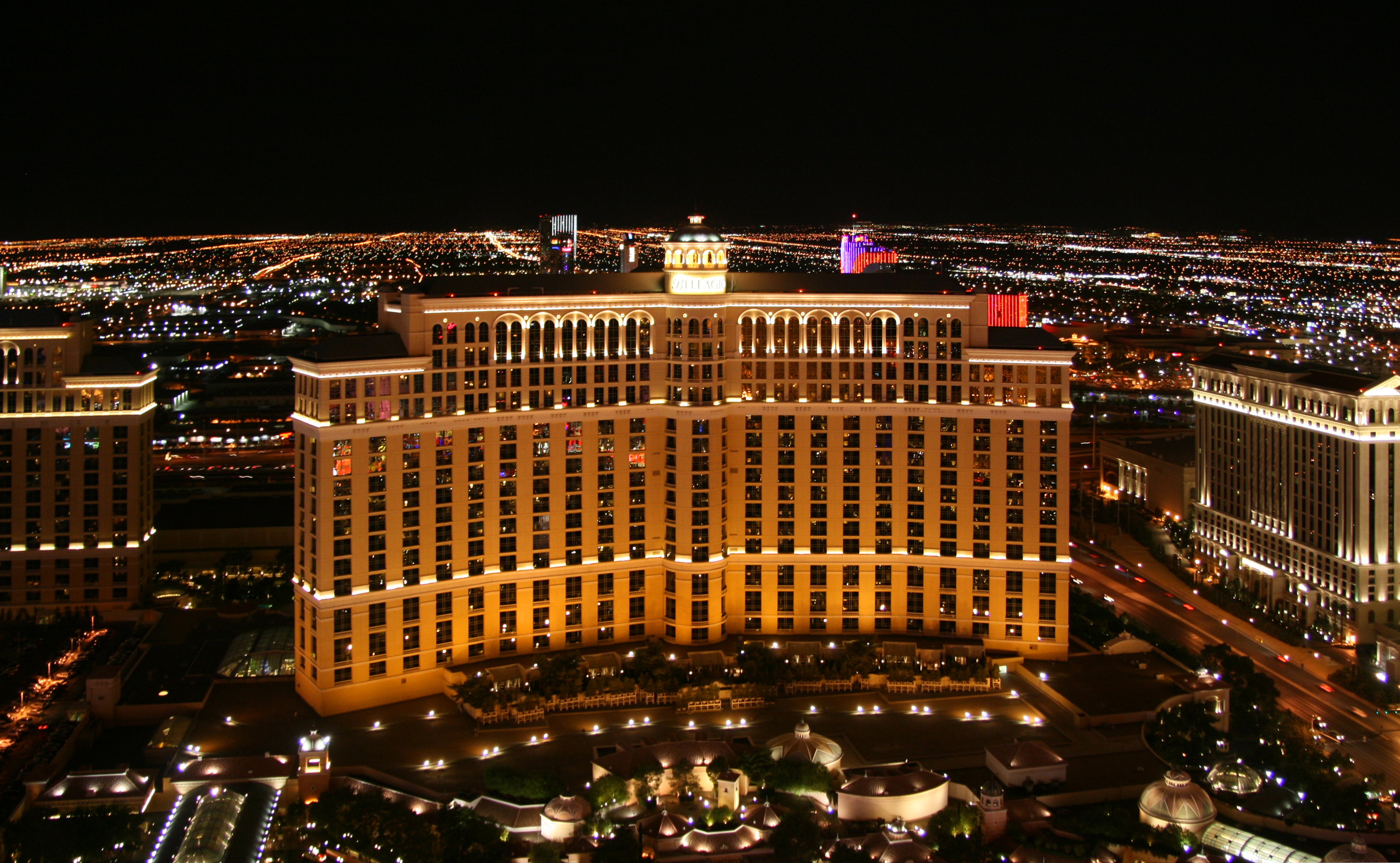
Le Bellagio.
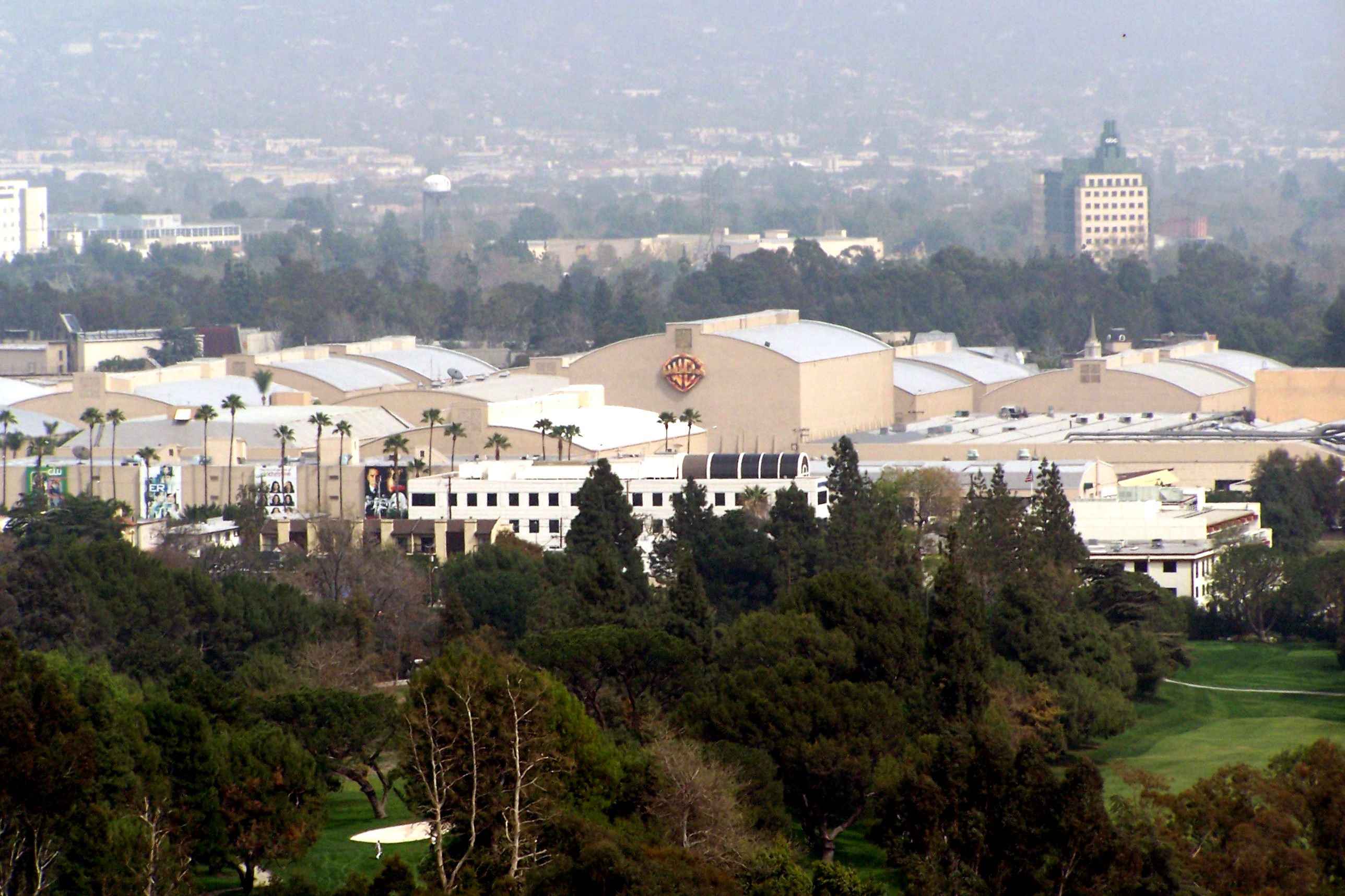
Les Warner Bros. Studios de Burbank.
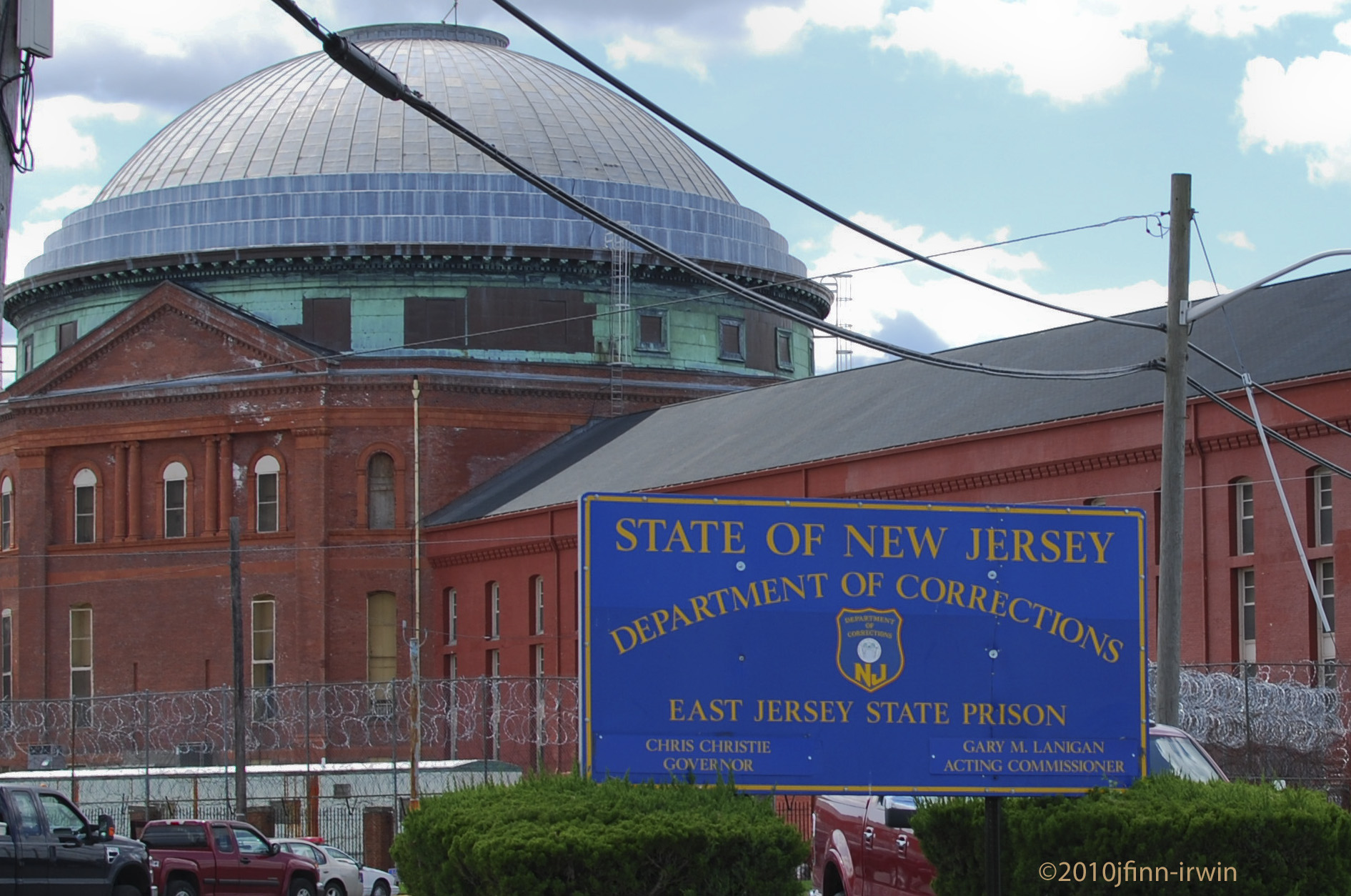
La prison d'État de l'East Jersey.
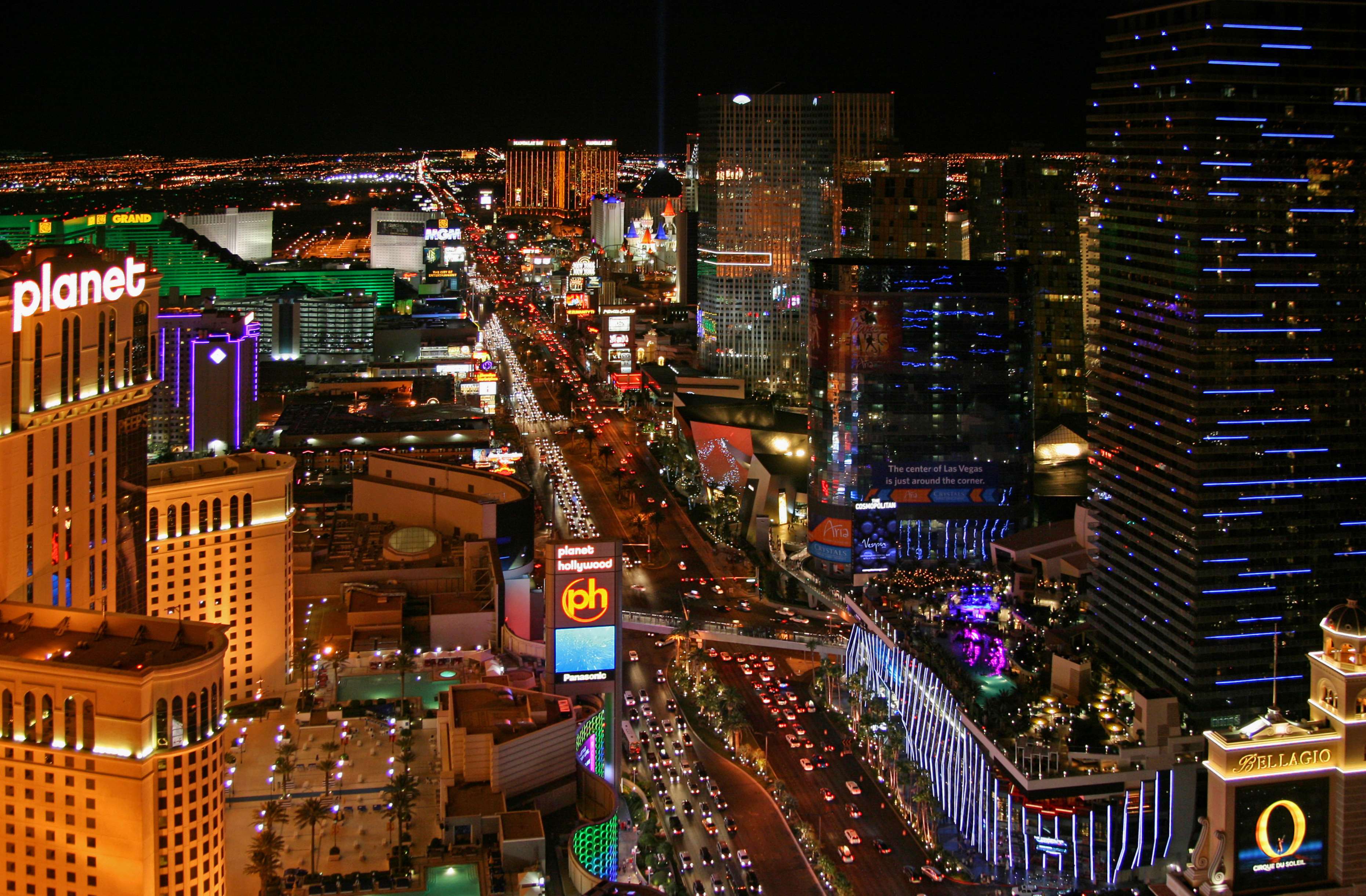
Le Strip vu de nuit.
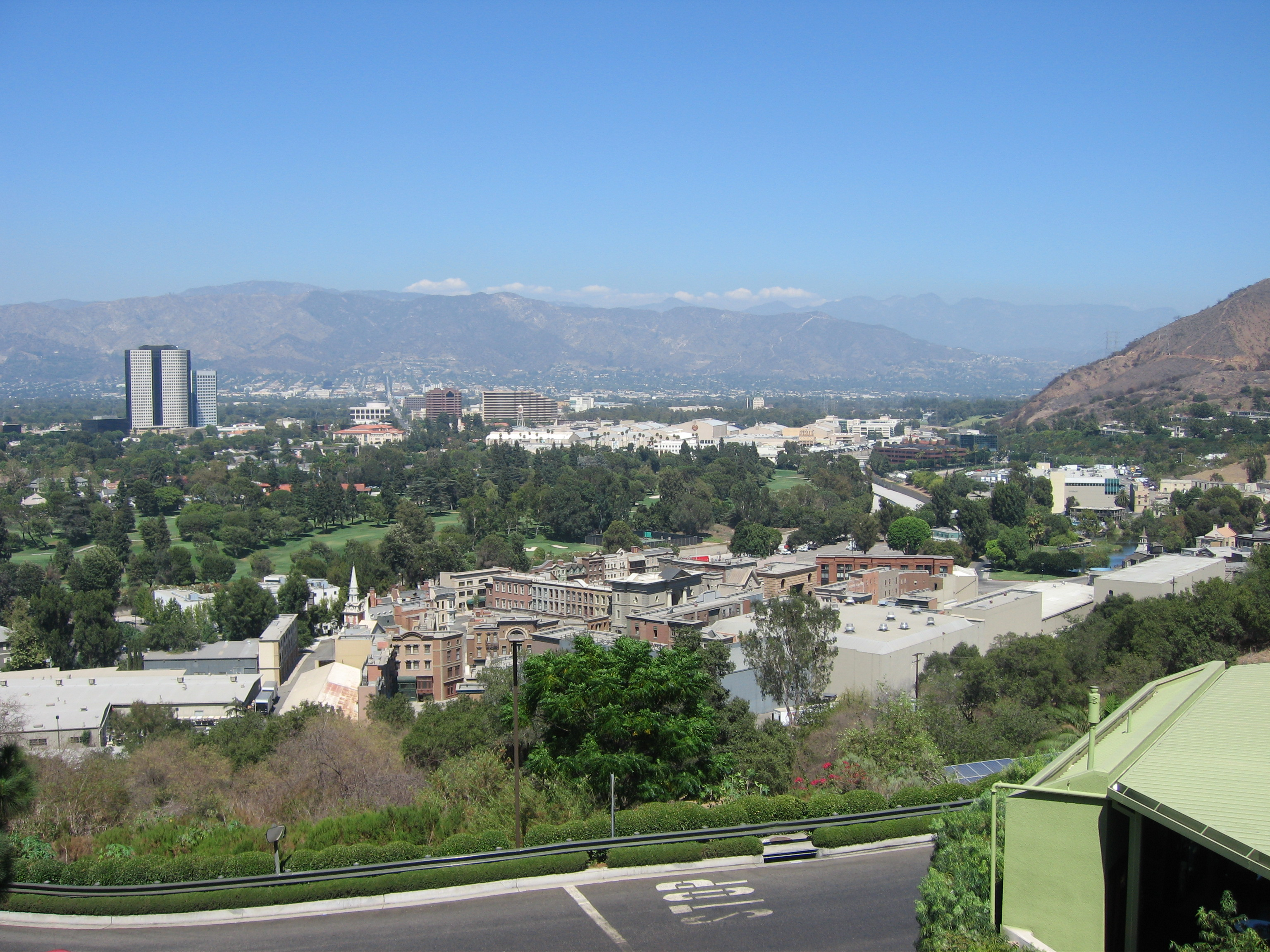
Les Universal Studios à Universal City.

### Musique
Bandes originales de Ocean's
Ocean's Twelve
(2004)
La musique originale du film est composée par David Holmes, qui collabore à nouveau avec Steven Soderberg après Hors d'atteinte (1998). L'album édité par Warner Bros. Records contient également des chansons déjà existantes de Percy Faith, Perry Como, ainsi que le morceau Clair de Lune tiré de la Suite bergamasque de Claude Debussy, interprété par l'Orchestre de Philadelphie.
D'autres chansons présentes dans le film, n'apparaissent pas sur l'album, comme Take My Breath Away de Berlin, Cha Cha Cha de Jimmy Luxury and the Tommy Rome Orchestra, Spirit in the Sky de Norman Greenbaum, Spanish Flea interprété par Powerpack Orchestra, Misty et Moon River de Liberace, ou encore le thème du film Ils n'ont que vingt ans (A Summer Place) composé par Max Steiner.
Liste des titres,
1. Theme for Young Lovers (Percy Faith) - 1:01
2. Boobytrapping (David Holmes) - 2:32
3. The Projects (Pjays) (Handsome Boy Modeling School feat. De La Soul) - 4:12
4. The Plans (David Holmes) - 1:24
5. Papa Loves Mambo (Perry Como) - 2:37
6. Ruben's In (David Holmes) - 3:05
7. Lyman Zerga (David Holmes) - 1:52
8. Caravan (Arthur Lyman) - 2:24
9. Gritty Shaker (David Holmes) - 3:26
10. Planting the Seed (David Holmes) - 2:12
11. Pickpockets (David Holmes) - 1:31
12. A Little Less Conversation (Elvis Presley) - 1:42
13. Dream, Dream, Dream (Percy Faith) - 0:12
14. Stealing the Pinch (David Holmes) - 1:03
15. Blues in the Night (Quincy Jones) - 3:56
16. Tess (Clair de Lune) (Claude Debussy) - 3:22
17. Hookers (David Holmes) - 1:06
18. $160 Million Chinese Man (David Holmes) - 4:10
19. 69 Police (David Holmes) - 4:23
20. Clair de Lune (Claude Debussy, interprété par l'Orchestre de Philadelphie) - 5:00
21. Theme for Young Lovers (Percy Faith) - 0:44

## Accueil

### Critiques
Le film obtient des critiques globalement positives. Sur l'agrégateur américain Rotten Tomatoes, il obtient 82 % d'opinions favorables, avec une note moyenne de 7⁄10 pour 169 critiques. Sur Metacritic, il décroche une moyenne de 74⁄100 pour 35 critiques.
En France, le film recueille aussi de bonnes critiques, avec notamment une note moyenne de 4,1⁄5, pour 16 titres de presse compilés par le site Allociné.

### Box-office
| Pays ou région    | Box-office        | Date d'arrêt du box-office | Nombre de semaines |
| ----------------- | ----------------- | -------------------------- | ------------------ |
| États-Unis Canada | 183 417 150 $     | 25 avril 2002              | 20                 |
| France            | 4 658 537 entrées | 10 avril 2002              | 10                 |
| Total mondial     | 450 717 150 $     | -                          | -                  |

## Distinctions
Entre 2001 et 2009, Ocean's Eleven a été sélectionné 25 fois dans diverses catégories et a remporté 4 récompenses,.

### Récompenses et Nominations
| Année | Festivals de cinéma                                                                       | Catégorie / Récompense                                                                                              | Nommé(es) / Lauréat(es) | Nommé(es) / Lauréat(es) |
| ----- | ----------------------------------------------------------------------------------------- | --- | --- | ----------------------- |
| 2001  | Conseil national d'examen du cinéma                                                       | Prix NBR du Top 10 de l'année                                                                                       | - | Lauréat                 |
| 2001  | Prix Schmoes d'or (Golden Schmoes Awards)                                                 | Affiche de cinéma préférée de l'année                                                                               | - | Nomination              |
| 2001  | Prix Schmoes d'or (Golden Schmoes Awards)                                                 | Meilleure bande-annonce de l'année                                                                                  | - | Nomination              |
| 2002  | Association des critiques de cinéma                                                       | Meilleure distribution                                                                                              | - | Nomination              |
| 2002  | Association du cinéma et de la télévision en ligne (Online Film & Television Association) | Meilleur distribution                                                                                               | - | Nomination              |
| 2002  | Éditeurs de sons de films                                                                 | Meilleur montage sonore, dialogues et doublages dans un film                                                        | Larry Blake et Aaron Glascock | Nomination              |
| 2002  | Guilde des créateurs de costumes                                                          | Meilleurs costumes contemporain                                                                                     | Jeffrey Kurland | Nomination              |
| 2002  | Guilde des directeurs artistiques                                                         | Nommé au Prix d'excellence dans la conception de la production et la direction artistique pour un film contemporain | Philip Messina, Keith P. Cunningham, Robert Woodruff et Blair Huizingh                                                                             | Nomination              |
| 2002  | MTV Movie Awards                                                                          | Meilleure équipe à l'écran                                                                                          | Casey Affleck, Scott Caan, Don Cheadle, George Clooney, Matt Damon, Elliott Gould, Eddie Jemison, Bernie Mac, Brad Pitt, Shaobo Qin et Carl Reiner | Nomination              |
| 2002  | MTV Movie Awards                                                                          | Meilleur acteur habillé                                                                                             | George Clooney | Nomination              |
| 2002  | Prix BMI du cinéma et de la télévision                                                    | Prix BMI de la meilleure musique de film                                                                            | David Holmes | Lauréat                 |
| 2002  | Prix Bogey (Bogey Awards)                                                                 | Prix Bogey d'or | - | Lauréat                 |
| 2002  | Prix de la bande-annonce d'or                                                             | Meilleure bande-annonce d'une comédie                                                                               | - | Nomination              |
| 2002  | Prix des arts médiatiques Latino Américain                                                | Prix ALMA du Meilleur acteur de second rôle dans un long métrage                                                    | Andy García | Lauréat                 |
| 2002  | Prix du jeune public                                                                      | Meilleur acteur dans un film dramatique / action / aventure                                                         | Brad Pitt | Nomination              |
| 2002  | Prix Satellites                                                                           | Meilleur acteur de second rôle dans un film musical ou une comédie                                                  | Carl Reiner | Nomination              |
| 2002  | Société de casting d'Amérique                                                             | Meilleur casting pour un film de comédie                                                                            | Debra Zane | Nomination              |
| 2002  | Société des critiques de films de Phoenix                                                 | Meilleur distribution                                                                                               | Casey Affleck, Scott Caan, George Clooney, Matt Damon, Andy García, Elliott Gould, Bernie Mac, Brad Pitt, Carl Reiner et Julia Roberts             | Nomination              |
| 2002  | Société des critiques de films de Phoenix                                                 | Meilleure utilisation de la musique déjà publiée ou enregistrée                                                     | - | Nomination              |
| 2002  | Société des critiques de films en ligne                                                   | Meilleur distribution                                                                                               | - | Nomination              |
| 2002  | Société des critiques de films en ligne                                                   | Meilleure musique originale                                                                                         | David Holmes | Nomination              |
| 2003  | César du cinéma,                                                                          | Meilleur film étranger                                                                                              | Steven Soderbergh | Nomination              |
| 2003  | Prix Empire                                                                               | Meilleur réalisateur                                                                                                | Steven Soderbergh | Nomination              |
| 2003  | Prix Exclusivité DVD (DVD Exclusive Awards)                                               | Meilleur commentaire audio, nouvelle version                                                                        | Brad Pitt, Andy García et Matt Damon | Nomination              |
| 2009  | Festival du cinéma américain de Deauville                                                 | Nuits américaines                                                                                                   | Andy García | Nomination              |